# Pełnym gazem
Pełnym gazem (fr. À toute vitesse) – francuski dramat filmowy z 1996 roku w reżyserii Gaëla Morela. Zdjęcia kręcono w departamencie Rodan (w Villefranche-sur-Saône, Ville-sur-Jarnioux i w Lyonie).

## Obsada
- Élodie Bouchez jako Julie
- Stéphane Rideau jako Jimmy
- Pascal Cervo - Quentin
- Mezziane Bardadi jako Samir
- Romain Auger jako Rick
- Salim Kechiouche jako Jamel
- Mohammed Dib jako Karim
- Hasan Akyurek
- Marie-Claude Bacon jako klientka FNAC2
- Ryad Benkouider jako przyjaciel Jimmy'ego
- Nassera Benlaloui jako dziewczyna w lunaparku
- Hacina Bouhamadi jako kobieta
- Stéphane Bouillard
- André Bouvard jako policjant
- Jean Branche